# Karolina Glazer
Karo Glazer, właśc. Karolina Glazer (ur. 10 czerwca 1982 w Gliwicach) – polska wokalistka jazzowa i kompozytorka. Specjalizuje się w instrumentalnym podejściu do głosu. Przywiązuje dużą wagę do improwizacji scatem.

## Życiorys
Studiowała architekturę na Politechnice Śląskiej. Jednocześnie rozpoczęła naukę u Anny Serafińskiej na Wydziale Jazzu Akademii Muzycznej w Katowicach. Ostatecznie postanowiła rozwijać wyłącznie swoją karierę muzyczną. W 2003 r. otrzymała laur festiwalu dla wokalistów jazzowych w Polsce – Międzynarodowych Spotkań Jazzowych w Zamościu. To pozwoliło jej na dalszy rozwój i koncertowanie z muzykami czołówki polskiego jazzu. W 2006 r. utwór Route 66 w jej wykonaniu znalazł się na składance The Best of Polish Smooth Jazz vol. 2. Także w 2006 była półfinalistką sopockiego festiwalu TOPtrendy. W 2007 r. reprezentowała Polskę w Finlandii na Międzynarodowym Festiwalu Wokalistek Jazzowych Lady Summertime. Została uznana przez amerykański magazyn muzyczny Singer Universe (typujący najlepszych wokalistów) za jedną z 5 najlepiej rokujących wokalistek na świecie, będąc jednocześnie pierwszą Polką, której ten laur został przyznany.
Kolejny sukces to nagroda prezydenta miasta Gliwic w kategorii Młody Twórca w 2008. Została stypendystką ministra Kultury i Dziedzictwa Narodowego oraz pierwszym polskim trenerem amerykańskiej TC Helicon Voice Academy, prowadząc warsztaty dla młodych wokalistów.
Koncertowała w Niemczech, Finlandii, Szwecji, Austrii oraz na polskich festiwalach muzycznych, m.in.: Smart Jazzpol Festiwal, Pilzner Urquell i Jazz, Opened Art, Barwy Dźwięku, Jazz na kanapie, Głogowskie Spotkania Jazzowe.
Jest autorką artykułów dotyczących wokalistyki w takich gazetach jak: „Future Music” czy „Jazzi Magazine”.
Cieszy się pozytywnymi opiniami Urszuli Dudziak i Jana „Ptaszyna” Wróblewskiego. Współpracowała z tak znanymi muzykami jak: Krzysztof Ścierański, Bogdan Hołownia, Marek Bałata, Marek Raduli, Włodzimierz Kiniorski, Bernard Maseli czy Henryk Gembalski.
20 czerwca 2009 miała miejsce premiera jej debiutanckiego autorskiego albumu Normal. Jest jego producentką i kompozytorką większości utworów. W pracy wspierali ją Krzysztof Ścierański i Bernard Maseli. W Polsce album został wydany przez wydawnictwo Fonografika, natomiast jesienią 2009 będzie miał międzynarodową premierę, dzięki kontraktowi podpisanemu z niemiecką wytwórnią JARO medien.
W 2013 roku została wydana jej druga płyta Crossings Project, nagrana w Nowym Jorku, Monachium, Göteborgu i na Śląsku z takimi muzykami jak m.in. Mike Stern, Lars Danielsson, John Taylor, Joo Kraus, Marek Napiórkowski i Andrzej Olejniczak. Ostateczne brzmienie albumu to wynik współpracy artystki z wielokrotnym laureatem Nagrody Grammy Martinem Waltersem.

## Dyskografia
- 2005: The Best of Polish Smooth Jazz vol 2 (kompilacja)
- 2008: Day by Day singel (Karolina Glazer & Maciej Tubis Trio)
- 2008: Sounds Smugglers (Robert Czech)
- 2009: Normal (Karolina Glazer)
- 2013: Crossings Project (Karo Glazer)